# رامون ماسو
رامون ماسو (انگلیسی: Ramón Masó؛ زادهٔ ۲۷ اکتبر ۱۹۸۷) بازیکن فوتبال اهل اسپانیا است.
از باشگاه‌هایی که در آن بازی کرده‌است می‌توان به باشگاه فوتبال ژیرونا، باشگاه فوتبال بارسلونا بی، باشگاه فوتبال بارسلونا، و باشگاه فوتبال بارسلونا سی اشاره کرد.